# Phalangodidae
Phalangodoidea
Super-famille
Famille
Les Phalangodidae sont une famille d'opilions laniatores, la seule de la super-famille des Phalangodoidea. On connaît plus de 140 espèces dans 25 genres.

## Distribution
Les espèces de cette famille se rencontrent en écozone holarctique.

## Liste des genres
Selon World Catalogue of Opiliones (07/10/2021) :
- Ausobskya Martens, 1972
- Banksula Roewer, 1949
- Bishopella Roewer, 1927
- Bogania Forster, 1955
- Bunofagea Staręga, 1992
- Calicina Ubick & Briggs, 1989
- Crosbyella Roewer, 1927
- Enigmina Ubick & Briggs, 2008
- Glennhuntia Shear, 2001
- Guerrobunus Goodnight & Goodnight, 1945
- Lola Kratochvíl, 1937
- Megacina Ubick & Briggs, 2008
- Microcina Briggs & Ubick, 1989
- Microcinella Ubick & Briggs, 2008
- Paralola Kratochvíl, 1951
- Phalangodes Tellkampf, 1844
- Ptychosoma Sørensen, 1873
- Remyus Roewer, 1949
- Scotolemon Lucas, 1861
- Sitalcina Banks, 1911
- Texella Goodnight & Goodnight, 1942
- Tolus Goodnight & Goodnight, 1942
- Tularina Ubick & Briggs, 2008
- Undulus Goodnight & Goodnight, 1942
- Wespus Goodnight & Goodnight, 1942

## Publication originale
- Simon, 1879 : « Essai d'une classification des Opiliones Mecostethi. Remarques synonymiques et descriptions d'espèces nouvelles. Première partie. » Annales de la Société Entomologique de Belgique, vol. 22, p. 183–241 (texte intégral).